# Đường cao tốc A2 (Pháp)
Đường cao tốc A2 là một đường cao tốc được tách ra từ đường cao tốc A1 tại địa phận xã Combles trong tỉnh Somme và kết thúc tại biên giới Pháp–Bỉ (trên địa phận xã Saint-Aybert), nơi mà nó được nối dài bởi đường cao tốc A7 Bỉ theo hướng đi Mons.
A2 dài tổng cộng 76 km. Nó là một phần không thể thiếu của xa lộ châu Âu E19.
Phần cao tốc giữa A1 và lối ra số 15 là phải trả phí.

## Tuyến đường
Toàn bộ cao tốc A2 có 2×2 làn. Đoạn cao tốc A2 giữa A1 và lối ra số 15 phải trả phí và nó được giao cho SANEF quản lý đến hết ngày 31 tháng 12 năm 2032. Phần giữa lối ra số 15 và Bỉ được miễn phí và được quản lý bởi Ban quản lý đường giao thông liên tỉnh khu vực phía Bắc, một cơ quan của Ban quản lý đường giao thông liên tỉnh.

### Lộ trình
- Nút giao A1/A2 (hướng từ/đến Paris, nút giao 1/2)
- Ranh giới tỉnh Somme / Pas-de-Calais
- Khu vực nghỉ ngơi tại Rocquigny (chiều Paris–Bruxelles), tại Barastre (chiều Bruxelles–Paris)
- Khu vực dịch vụ tại Havrincourt (chiều Paris–Bruxelles), tại Graincourt-lès-Havrincourt (chiều Bruxelles–Paris)
- Nút giao A26/A2 tại Km 22
- Ranh giới tỉnh Pas-de-Calais / Nord
- 14 tại Km 27: Cambrai, Bapaume
- Trạm thu phí tại Hordain (hệ thống khép kín) tại Km 35
- 15 tại Km 40: Amiens, Saint-Quentin bởi đường quốc lộ, Bouchain, Aniche
- 16 tại Km 42: Hordain (lối ra hoặc lối vào cao tốc hướng Bruxelles, nút giao 1/2)
- 17 tại Km 43: Douchy-les-Mines (lối ra hoặc lối vào cao tốc hướng Paris, nút giao 1/2)
- Nút giao A21/A2 tại Km 45
- 18 (Denain) tại Km 48: Denain-trung tâm, Haulchin, Khu công nghiệp Thiant
- 19 tại Km 51: Sân bay Valenciennes – Denain (lối ra hướng từ Paris, nút giao 1/4)
- 20 tại Km 53: Valenciennes, La Sentinelle, Trith-Saint-Léger, Anzin
- Khu vực dịch vụ tại La Sentinelle (cả hai chiều)
- Nút giao A23/A2 tại Km 54
- 21 tại Km 55: Marly, Valenciennes - trung tâm, Solesmes, Le Cateau-Cambrésis
- 22a  Nút giao N49/A2 tại Km 57: Maubeuge, Bavay và Le Quesnoy (hướng từ/đến Paris, nút giao 1/2)
- 22b tại Km 57: Marly (lối ra hoặc lối vào cao tốc hướng Paris, nút giao 1/2)
- 23 tại Km 59: Marly, Valenciennes, Saint-Saulve
- 23.1 tại Km 62: Estreux, Condé-sur-l'Escaut, Quarouble
- 24 tại Km 64: Onnaing
- 25 tại Km 69: Vicq
- Khu vực nghỉ ngơi tại Emblise (chiều Paris–Bruxelles), tại Enclosis (chiều Bruxelles–Paris)
- 26  (Crespin) tại Km 74: Crespin (lối ra hoặc lối vào cao tốc hướng Paris, nút giao 1/2)
- Khu vực nghỉ ngơi tại Saint-Aybert (chiều Paris–Bruxelles)
- Nút giao A7 Bỉ/A2 tại Km 76
- Biên giới  Bỉ

## Các địa điểm nhạy cảm
Trên toàn lộ trình, tuyến đường này ít uốn lượn và có một số con dốc không nguy hiểm trong toàn bộ phần được bảo trì.
- Có một dốc nghiêng 5%, trong phần không được bảo trì, tại điểm giao nhau với A23.
- Kẹt xe thường xuyên điễn ra tại khu vực xung quanh Valenciennes (đoạn giữa lối ra từ số 19 đến 23; nút giao với A23) trong cả hai chiều.

## Các tỉnh, vùng đi qua
- Somme (80)
- Pas-de-Calais (62)
- Nord (59)

Toàn bộ tuyến đường này đều nằm trong địa phận vùng Hauts-de-France.